# 穆什塔克·艾哈迈德
穆什塔克·艾哈迈德（1932年8月28日—2011年4月23日），巴基斯坦男子曲棍球运动员。他曾代表巴基斯坦参加1960年夏季奥林匹克运动会曲棍球比赛，获得金牌。